# Kobayashi Yayoi
Kobayashi Yayoi (小林 弥生, sinh ngày 18 tháng 9 năm 1981) là một cựu cầu thủ bóng đá nữ người Nhật Bản.

## Đội tuyển bóng đá nữ quốc gia Nhật Bản
Kobayashi Yayoi thi đấu cho đội tuyển bóng đá nữ quốc gia Nhật Bản từ năm 1999 đến 2004.

## Thống kê sự nghiệp
| Nhật Bản  | Nhật Bản | Nhật Bản |
| Năm       | Trận     | Bàn      |
| --------- | -------- | -------- |
| 1999      | 8        | 2        |
| 2000      | 1        | 0        |
| 2001      | 12       | 2        |
| 2002      | 11       | 1        |
| 2003      | 14       | 6        |
| 2004      | 8        | 1        |
| Tổng cộng | 54       | 12       |

## Bàn thắng quốc tế
| #   | Ngày                 | Địa điểm                                       | Đối thủ           | Bàn thắng | Kết quả | Giải đấu                            |
| --- | -------------------- | ---------------------------------------------- | ----------------- | --------- | ------- | ----------------------------------- |
| 5.  | 11 tháng 10 năm 2002 | Sân vận động Masan, Changwon, Hàn Quốc         | Đài Bắc Trung Hoa | 1–0       | 2–0     | Đại hội Thể thao châu Á 2002        |
| 6.  | 9 tháng 6 năm 2003   | Sân vận động Rajamangala, Băng Cốc, Thái Lan   | Philippines       | 4–0       | 15–0    | Giải vô địch bóng đá nữ châu Á 2003 |
| 7.  | 9 tháng 6 năm 2003   | Sân vận động Rajamangala, Băng Cốc, Thái Lan   | Philippines       | 10–0      | 15–0    | Giải vô địch bóng đá nữ châu Á 2003 |
| 8.  | 13 tháng 6 năm 2003  | Sân vận động Rajamangala, Băng Cốc, Thái Lan   | Myanmar           | 3–0       | 7–0     | Giải vô địch bóng đá nữ châu Á 2003 |
| 9.  | 13 tháng 6 năm 2003  | Sân vận động Rajamangala, Băng Cốc, Thái Lan   | Myanmar           | 7–0       | 7–0     | Giải vô địch bóng đá nữ châu Á 2003 |
| 10. | 15 tháng 6 năm 2003  | Sân vận động Rajamangala, Băng Cốc, Thái Lan   | Đài Bắc Trung Hoa | 2–0       | 5–0     | Giải vô địch bóng đá nữ châu Á 2003 |
| 12. | 22 tháng 4 năm 2004  | Sân vận động Olympic Quốc gia, Tokyo, Nhật Bản | Thái Lan          | 4–0       | 6–0     | Vòng loại Thế vận hội Mùa hè 2004   |